# Neoempheria beijingana
Neoempheria beijingana är en tvåvingeart som beskrevs av Wu och Yang 1993. Neoempheria beijingana ingår i släktet Neoempheria och familjen svampmyggor. Inga underarter finns listade i Catalogue of Life.